# Forrest Li
Forrest Xiaodong Li (Singapura, 1977) é um empresário bilionário singapurense, conhecido por fundar as plataformas Shopee e Garena.
Ele se formou na Universidade de Stanford, nos Estados Unidos, com um MBA. Antes de fundar a Sea Limited, Li trabalhou na Microsoft, onde liderou a divisão de negócios online da empresa na China.

## Trajetória Forrest Xiaodong Li
Li nasceu em 1966 na China e se formou em engenharia mecânica pela Universidade de Pequim em 1988. Depois de se formar, ele trabalhou em várias empresas de tecnologia na China antes de se mudar para os Estados Unidos em 1993.

### Como o Fundador da Garena ficou rico?
Em 2009, Li fundou a Garena, uma plataforma de jogos online que se tornou um sucesso na Ásia. Em 2015, ele mudou o nome da empresa para Sea Limited e expandiu seus negócios para outras áreas, incluindo e-commerce e serviços financeiros. A Sea Limited se tornou uma das empresas de tecnologia mais bem-sucedidas da Ásia e Li é conhecido como um dos empresários mais bem-sucedidos da região.

## Algumas frases famosas de Forrest Xiaodong Li incluem:
- "O sucesso não é um destino final, é um caminho a ser percorrido."
- "O sucesso é a capacidade de transformar um sonho em realidade."
- "O sucesso é a soma de pequenas vitórias, mas também exige muito trabalho duro e determinação."
- "A inovação é a chave para o sucesso em qualquer empresa."
- "Para ser bem-sucedido, você precisa acreditar em si mesmo e ter uma visão clara do que quer alcançar."
- "O sucesso é a capacidade de superar obstáculos e encontrar soluções para problemas."
- "O sucesso é a combinação de habilidades, oportunidades e trabalho duro."